# 山姆·約翰斯通
山姆·約翰斯通（英語：Sam Johnstone；1993年3月25日—）是一名英格蘭職業足球員，司職守門員。目前效力於英超俱樂部狼队足球俱乐部，曾代表英格蘭足球代表隊參加國際賽事。

## 早年经历
約翰斯通出道于曼联的青训。

## 國家隊生涯
2021年5月25日，約翰斯通首次入選英格蘭足球代表隊，进入了其参加2020年歐洲杯的33人初選名單。6月1日，約翰斯通入選最終26人名單，获得了23號球衣。6月6日，在英格兰1-0击败羅馬尼亞的友誼賽中首發出場，完成個人國家隊首秀。

## 榮譽

### 國家隊
英格蘭
- 歐洲國家盃亞軍：2020

## 外部連結
- Soccerway資料庫：山姆·約翰斯通
- Profile（页面存档备份，存于） TheFA.com 上的介紹